# Кула Галата
Кула Галата је чувени симбол старог Цариграда и његове ђеновљанске четврти Галате. Смештена је на врху брда северно од Златног рога пружајући поглед над градом и целокупном околином.

## Имена
- Велики Бастион - византијски назив за кулу.
- Христов торањ - ђеновљански назив за кулу.
- Кула Галата - назив који је кула добила по имену тог дела града.

## Прошлост
Кула је подигнута 528. године за време Јустинијана I као Велики Бастион, али бива уништена током четвртог крсташког похода. Када су се Ђеновљани населили у Пери, обновили су кулу 1348. године назвавши је Христов торањ. Она је чинила врх спољашњег бедема ђеновљанског насеља.
У 17. веку је са ње уз помоћ вештачких крила летео Хезарфен Челебија, поставши један од првих људи који су летели.

## Изглед куле
Кула, кружне основе, је смештена на самом врху брда које се уздиже над спојем Златног рога и Босфора и у потпуности доминира над целим крајем. Висока је 61 m, односно 140 м. н. в., док јој је пречник 8.95 m од чега 3.75 m отпада на дебљину зида. Око највишег спрата смештена је уска терасица (око 0,6 m), док се сама кула завршава купастим кровом на чијем врху је смештен стуб за барјак.

## Кула Галата данас
Кула је обновљена 1990. године од када је отворена за посетиоце, док су на њеним највишим спратовима смештени кафић и ресторан са ноћним клубом. Око ње се налази мали трг у чијем склопу се налазе остаци спољашњих бедема негдашњег ђеновљанског насеља.